# Maxime Lagarde
Maxime Lagarde (*16. března 1994 Niort) je francouzský šachový velmistr. Jeho elo rating dosahuje hodnoty 2600.

## Šachová kariéra
V roce 2011 získal titul mezinárodního mistra a v roce 2013 titul velmistra. K březnu 2018 je 8. nejlepší francouzský šachista.
V roce 2018 skončil druhý na turnaji Reykjavik Open.